# Football Club Dolo 1909
Football Club Dolo 1909 é uma agremiação esportiva italiana, fundada em 1909, e sediada em Dolo, na província di Veneza.

## História
Foi fundada como Club Sport Dolo, em 1909, por iniciativa dos irmãos Severino e Alberto Cecchi. As primeiras camisas foram brancas e celestes.
Já na temporada 1922-1923 disputava o campeonato da II Divisão que corresponde à atual Série B, o segundo nível do futebol italiano e acabou rebaixado ao término da temporada 1925-1926. Em 1930, obteve a promoção à Primeira Divisão, terceira categoria, para a temporada 1930-1931. Naquele período assumiu a denominação de Associazione Calcio Dolo. Na Primeira Divisão, em 1930-1931, o Dolo não terminou o torneio, retirando-se após dezoito rodadas.
A equipe participou da Série C, em 1946, por dois campeonatos, obtendo um oitavo posto, em 1946-1947, e um quinto lugar, em 1947-1948. Como forma de reestruturar os torneios, havia o descenso às categorias semi-profissionais e diletantes. O time ainda participou do quarto nível do futebol italiano, a Série D, ininterruptamente, de 1948-1949 a 1958-1959, e ainda nas temporadas 1974-1975 e 1983-1984.
Atualmente a equipe participa do campeonato de Excelência, grupo Vêneto, com o nome de Football Club Dolo Riviera del Brenta, vestindo camisa branca e grená.